# Company of Heroes: Opposing Fronts
Company of Heroes: Opposing Fronts — компьютерная игра в жанре стратегии в реальном времени, первое самостоятельное дополнение к оригинальной игре Company of Heroes, разработанное американской компанией Relic Entertainment. «Company of Heroes: Opposing Fronts» вышла на ПК 24 сентября 2007 года в США, 24 сентября в Европе и 4 октября в России.
Дополнение добавляет в игру две новые фракции, а именно Британскую Вторую армию и Танковую гвардию (Panzer Elite), за которые можно сыграть не только в мультиплеере, но и в двух полноценных кампаниях. В одной из них игроку дадут примерить роль командующего штаба 2-й британской армии, принимая участие в освобождении Кана. В другой же игрок увидит успешную попытку немецкой танковой элиты отразить крайне неудачную десантную высадку союзников во время Операции Маркет Гарден.
Данная часть не требует наличия оригинальной игры и устанавливается самостоятельно.

## Кампания
По сравнению с оригинальной игрой Company of Heroes, в дополнении предоставили возможность сыграть сразу за обе новые фракции — как за Британскую Вторую армию, так и за Танковую гвардию (Panzer Elite). Однако по количеству миссий американская кампания все же сохранила своё лидерство.
Кампания за британцев Освобождение Кана рассказывает о героических действиях в далеком 1944 году на территории тогда ещё оккупированной Франции. Под командованием майора Блэкмора, игроку предстоит пройти около десятка миссий, познавая все тяготы службы в Королевских войсках Её Величества.
Несмотря на все попытки Relic Entertainment хоть как-то разнообразить задания в кампании, все действия за британцев в основном сводятся к частичной или полной обороне. Игроку предстоит защищать злосчастную высоту, сдерживать неоднократные контрудары немцев при блокаде аэродрома, отбивать Кан последними силами и прочее, прочее, прочее.
Кампания за Танковую гвардию (Panzer Elite) отличается куда большим разнообразием, чем за 2-ю британскую армию. Все миссии уникальны и не заставят игрока заскучать, однако отсутствие у новой фракции достойной техники на ранних этапах делает выполнение поставленных задач достаточно напряженным, требующим в отдельных случаях переигровки, ввиду большой сложности их выполнения.
Часть миссий проходят на одних и тех же картах.

## Многопользовательская игра
В игру добавили новые стороны, был улучшен текущий движок. Из явных нововведений следует выделить наличие дня и ночи, а также погодные условия, но они практически никак не влияют на саму игру, добавляя лишь отдельные фразы к скудному словарю закадровых реплик подопечных и новые спецэффекты в виде дождя и молний. Однако даже такой, казалось бы, мелочью обделили старые фракции — вермахт и американцев.
В многопользовательском режиме появились новые карты, а также возможность устанавливать разные погодные условия в игровых настройках. Доработаны отдельные звуки и анимация (например, при создании техники она выезжает из самого здания, а не появляется рядом с ним).

## Войска
Для игрового разнообразия в кампаниях появились новые нейтральные постройки, которые можно захватить и использовать для уничтожения противника — бункер с башней от «Пантеры» Pantherturm и миномётный бункер.
У Вермахта вместо «Тигра»-аса из доктрины «Террор» появился «Королевский тигр». Количество вызываемых Тигров и Першингов у вермахта и американцев соответственно сократилось до одного на поле боя за раз. Также произошли небольшие изменения в балансе по цене и характеристикам.

## Сюжет

### Кампания 2-й британской армии: Освобождение Кана

#### День «Д» +1
Кампания начинается с британского 3-го батальона (он же Сыновья Боудики), когда они продвигаются по дороге к городу Оти. Они попали в засаду 2-го немецкого танкового корпуса СС, заставив командиров батальонов, майора Блэкмора и капитана Каттинга, оттянуть батальон назад. После перегруппировки, батальон занимает оборонительную позицию, разворачивает артиллерию и бомбардирует город. Далее войска британцев врываются в город, подавляют остатки сопротивления немцев и уничтожают вражеский штаб.

#### Операция «Эпсом»
В операции «Эпсом» британские войска вновь мобилизуются, чтобы взять Кан, после неудачной атаки Дня «Д». Перед 3-м батальоном и Королевским шотландским инженерным полком поставлена задача взять мосты через Одон и Высоту 112. Высота 112 хорошо укреплена бункерами и орудиями, однако слаженное взаимодействие танков и артиллерии позволяет занять холм. Немцы пытаются контратаковать тяжелыми танками «Пантера», но оказываются отброшены назад. Холм захвачен. Королевские шотландцы остаются позади, чтобы укрепить позиции.

#### Операция «Виндзор»
В операции «Виндзор» следующей целью 3-го батальона был аэродром в Карпике. Пехота и артиллерия Королевских канадских стрелков принимали участие в операции при поддержке полка королевских коммандос, приземлившегося под покровом ночи на планерах за пределами аэродрома. Коммандос уничтожают немецкие штабы в этом районе, и разворачивают мобильную базу для создания группировки захвата аэродрома. Бункеры по периметру уничтожены, коммандос занимают оборону около взлетно-посадочной полосы.
Однако выяснилось, что аэродром до сих пор функционирует и совершает губительные налеты на союзников.
На следующее утро немцы начали контратаку на Королевских канадских стрелков, но потерпели неудачу. Канадцы выступают к аэродрому и закрепляются на нем после расчистки ангаров от войск противника. Каттинг радирует Королевским шотландцам, как вдруг он и майор Блэкмор обнаружили, что Высота 112 находится под атакой превосходящих сил немцев.

#### Операция «Юпитер»
В операции «Юпитер» немецкие войска пытаются взять Высоту 112 у королевских шотландцев. Ночью они атакуют тяжелыми танками и штурмовиками, пытаясь сокрушить полк. При поддержке бронетехники 3-го батальона шотландцы сохраняют контроль над холмом.

#### Операция «Чарнвуд»
В операции «Чарнвуд», 3-й батальон, вместе с Группой C, входит в город Кан после его ковровых бомбежек накануне вечером. Вместо того, чтобы уничтожить немецкие войска, они заставили их сильнее окопаться. Сыновья Боудики продвигаются вперед и зачищают часть Кана, полагая, что немцы отступили.
Тем не менее, разведывательные силы показывают, что немцы оставили позади тыловую охрану и разместили мины, снайперов и пулеметы повсюду. Батальон вместе с королевскими шотландцами входит и захватывает Кан, уничтожая всех оставшихся защитников.
В ту ночь под проливным дождём батальон окопался и оборонялся от агрессивной немецкой контратаки тяжелыми танками, Королевскими тиграми и элитной пехотой.

#### Операция «Гудвуд»
В операции «Гудвуд» с Каном в руках союзников 3-й батальон мобилизуется к югу от Кана. Он прибывает в Бургебу с ротой «Б» и, уничтожив 88-мм зенитные орудия, осматривая линию их наступления, уничтожает остатки 1-го танкового корпуса СС. 3-й батальон, оказав британской армии большую услугу, позволил отдохнуть, так как 2-й батальон продолжает наступление

### Кампания Танковой Гвардии: Операция «Огород»

#### Вольфхезе
Кампания начинается с подготовки кампфгруппы «Леер» в Вольфхезе, которая прерывается, когда британские десантники спускаются с небес. Кампфгруппа использует всех людей и силы, чтобы отразить вторжение. После нападения командиры кампфгруппы генерал-майор Восс и братья Бергеры, Альдрих и Вольфганг, находят планы всей операции на сбитом британском планере.

#### Остербек
В рамках операции «Огород» британская 1-я воздушно-десантная дивизия пытается захватить мосты через Рейн в Остербеке и Арнеме. Кампфгруппе «Леер» поручено перехватить британских десантников, прежде чем они достигнут Арнема, уничтожив мост в Остербеке и защищаясь от нападения союзников.

#### Адское Шоссе
Критически важный для операции «Огород» британский 30-й корпус продвигается по шоссе 69, известному как «Адское Шоссе», чтобы освободить десантников. Кампфгруппа «Леер» мобилизована возле Валкенсварда, и их цель — оккупировать город и задержать 30-й корпус.

#### Зачистка
После успешного срыва планов британского 30-го корпуса в Валкенсварде и в лучшем случае, кампфгруппе «Леер» нужно убрать все вражеские силы внутри Нидерландов. Во-первых, они переходят к обеспечению безопасности Арнема и отбивают мост — последний мост, который нужен союзникам, чтобы начать вторжение в Германию.
Разгромив 2-й батальон 1-й воздушно-десантной армии в Арнеме, кампфгруппа отбивает Валкенсвард у британского 30-й корпуса и, наконец, уничтожает последних десантников из Остербека в последней миссии кампании. Из двух братьев, Альдрих погибает в битве, определяемой тем, как проходит миссия. Альдрих помещается со случайным пехотным отрядом или автомобилем, и если это подразделение умирает, один из солдат, сержант Хенце скажет игроку, что Альдрих был убит или обнаружен мертвым в конечной ролике со своим старшим братом, приобретающим веру в то, что война закончена, и его сомнения в том, за что он действительно сражается.
Эпилог показывает, что Вольфганг пережил войну и жил в перестроенном семейном поместье Бергеров под Мюнхеном до своей смерти в 1989 году и похоронен на семейном кладбище. Дополнительное содержание, показанное в путеводителе, гласило, что у него было несколько сыновей, одного из которых звали Альдрих, в честь его павшего брата.

## Отзывы
| Сводный рейтинг | Сводный рейтинг |
| Агрегатор       | Оценка          |
| --------------- | --------------- |
| GameRankings    | 87,15 %         |